# Nunik Sauret
Nunik Sauret (Ciudad de México, 1951) es una grabadora, impresora, dibujante y pintora feminista mexicana. 

## Trayectoria
Nunik se formó  en la Escuela Nacional de Pintura, Escultura y Grabado La Esmeralda, en las tradiciones japonesas de impresión y grabado, y en el Taller de Grabado de Santo Domingo, de quien fue su primera alumna oficial.
Su obra incluye dibujo, pintura y, sobre todo, grabados y estampados usando técnicas como punta seca, agua fuerte, aguatinta, barniz suave, papel japonés impreso, exlibris, litografía en papel y yeso siguiendo a diversas escuelas japonesas, transfer litográfico y grabado en madera. 

La historiadora Rita Eder declara que: 
la obra de Sauret se inscribe en el expresionismo matérico, humano y erótico. 
Además, la artista busca, teoriza y crea arte desde lo femenino; sus elementos vegetales exhiben rasgos eróticos; realiza exploraciones íntimas apoyándose en formas vegetales simbolizando lo femenino con objetos de la naturaleza tal como lo hicieron Georgia O'Keefe y Frida Kahlo.  

Mientras que para la artista Julia Antivilo:
la obra de Nunik participa en la política y estética del arte feminista en América Latina donde el cuerpo es herramienta, materia prima y producto. 
Desde la década de 1970 Sauret y su arte son feministas: subvierten las representaciones patriarcales de la mujer, junto con su erotismo y reivindican el derecho a la auto representación.
En 1983, junto con Rosell Faure, Laita, Guadalupe García y Rose Van Lengen, la pintora fundó el colectivo feminista Bio-Arte,  que buscó posicionar temáticas feministas, sustituir imágenes sexistas y representar las transformaciones de los cuerpos de las mujeres.
Por su experiencia y dominio de las artes gráficas participa de manera regular como jurado y tutora académica en certámenes y talleres;   asimismo ha asesorado a José Luis Cuevas, Gilberto Aceves Navarro, Joy Laville, entre otros artistas.

## Exposiciones

### Exposiciones individuales
Ha expuesto de manera individual en México y países de América Latina en recintos como:
- Galería de Chapultepec (1969)
- Galería de Letras (1976)
- Galería Etcétera (1976)
- Galería Ponce (1977)
- Galería de Arte Mexicano (1981)
- Galería Matisse (1985)
- Museo de Arte Contemporáneo (1988)
- Museo de la Estampa del INBA (1990)
- Galería Kin (1992)
- Casa del Lago de la UNAM (1993)
- Museo Nacional de la Estampa (2020)[15]

### Exposiciones colectivas
Ha colaborado en exposiciones colectivas en Alemania, Brasil, Estados Unidos y México: 
- La mujer en la plástica en el Museo del Palacio de Bellas Artes (1975).
- 35 pintoras mexicanas en Kunstlerhaus Bethanien en Berlín (1981).
- Exposición permanente de arte contemporáneo en Museo de Arte Moderno (1983).
- Mujeres artistas/ Artistas mujeres en Museo de Bellas Artes (1984).
- Mujeres latinoamericanas en el grabado, en Arch Gallery, Nueva York (1985).
- Gráfica mexicana del siglo XX en el Museo de Arte Contemporáneo de Niterói (1986).
- Gráfica internacional en Richards Gallery Northeastern University de Boston (1986).
- Mujeres por la despenalización del aborto en la Galería Celia Calderón de México (1989).
- Maestros del arte contemporáneo en México en el Museo José Luis Cuevas (2024).[16]

## Premios y reconocimientos
- Creadora Artística del FONCA - Sistema de Apoyos a la Creación y Proyectos Culturales en los periodos de 1998-2000, 2006-2009, 2012-2015, 2024-2027.[17][18]
- Académico de Número de la Academia de Artes de México, sección de Gráfica, desde 2014.[1]
- Premio de la Primera Bienal Internacional de Grabado José Guadalupe Posada, 2023. [19]